# Massaker von Halberstadt

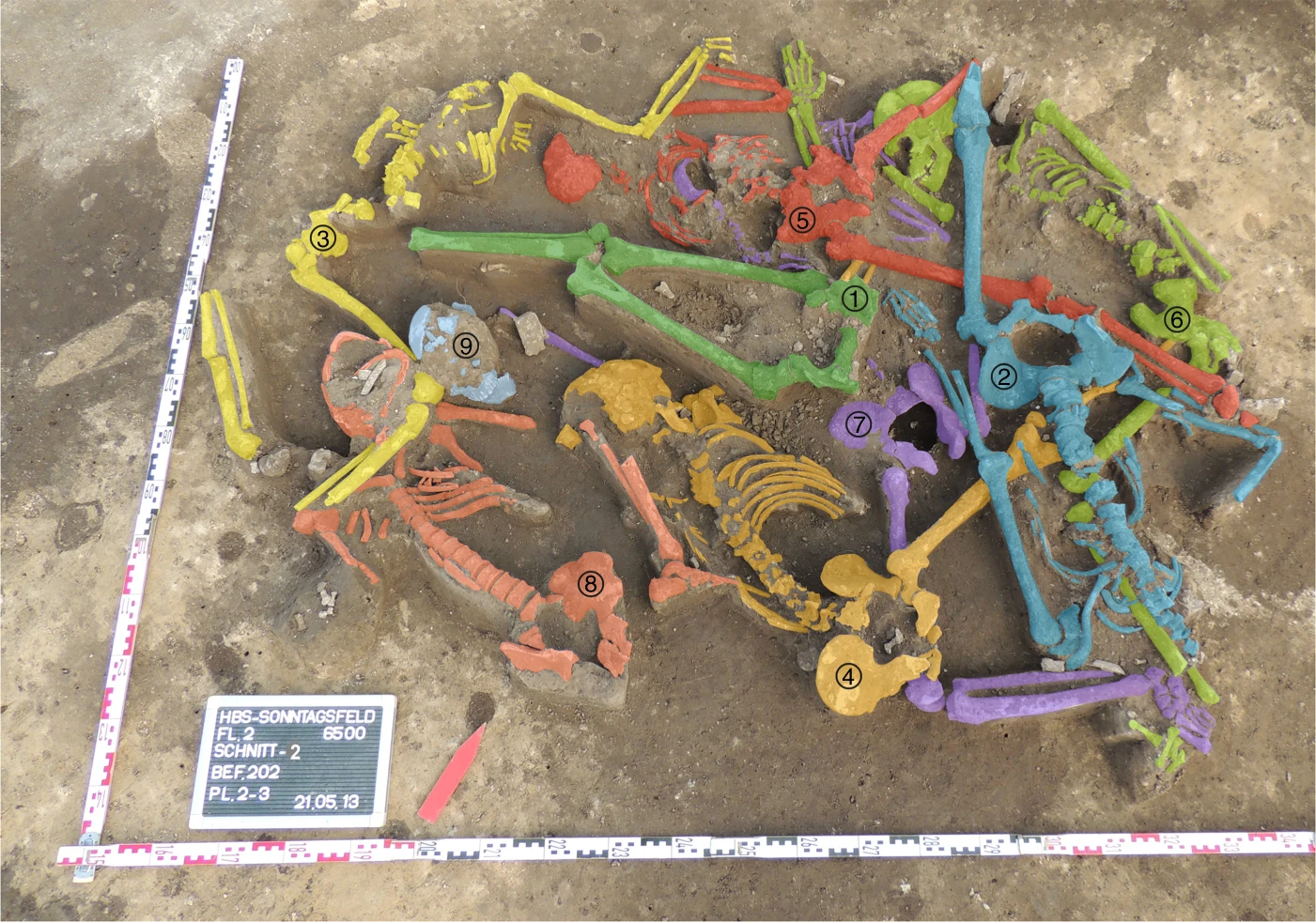
Lage der Skelette bei ihrer Freilegung. Zur besseren Unterscheidung wurden sie in dieser Abbildung nummeriert und eingefärbt.

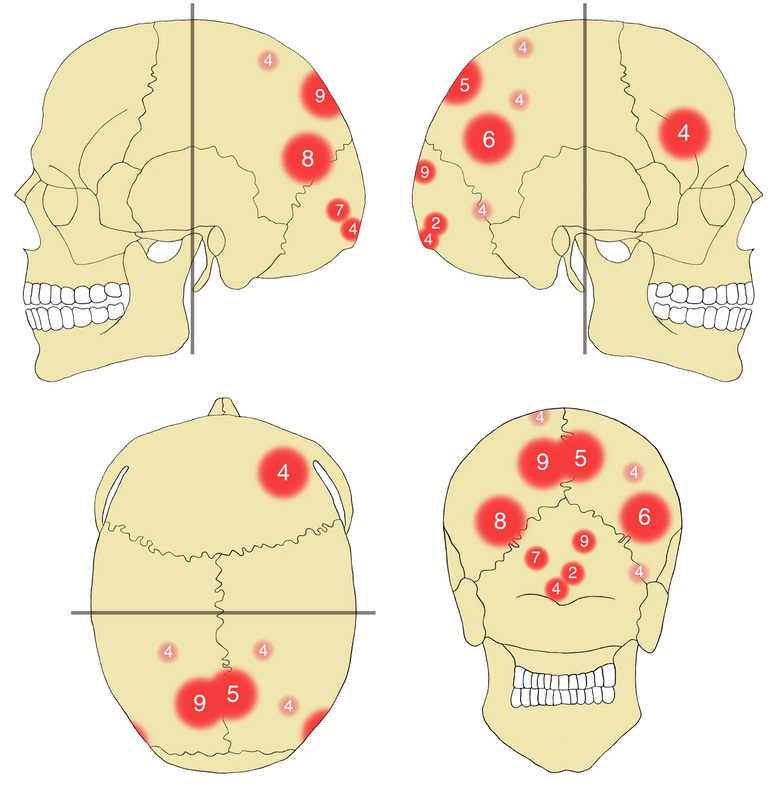
Position der Schädelverletzungen: die Ziffern beziehen sich auf die Nummerierung der Skelette.

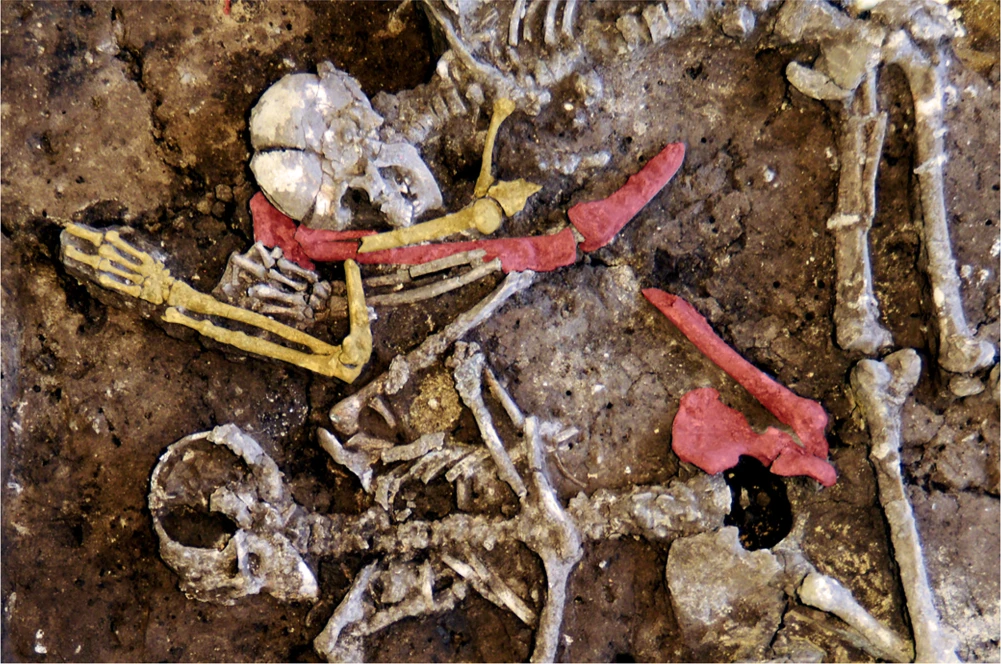
Unnatürliche Lage zweier gebrochener Knochen: rechter Oberarmknochen von Individuum 6 (gelb), rechter Oberschenkelknochen von Individuum 7 (rot)

Beim Massaker von Halberstadt wurden vor rund 7000 Jahren, gegen Ende der Epoche der linearbandkeramischen Kultur, neun jungsteinzeitliche Männer und Frauen durch stumpfe Gewalt getötet. Ihre Leichen wurden in einem Massengrab im Bereich des heutigen Neubaugebiets „Sonntagsfeld“ in Halberstadt (Sachsen-Anhalt), achtlos und ohne Grabbeigaben in einer Grube abgelegt.

## Entdeckung des Massakers
Das Massengrab wurde 2013 im Verlauf einer archäologischen Notgrabung durch ein Team des Landesamtes für Denkmalpflege und Archäologie Sachsen-Anhalt und des Instituts für Anthropologie der Johannes Gutenberg-Universität Mainz entdeckt. Die Grabung wurde wegen der geplanten Errichtung einer Wohnsiedlung durchgeführt, da im „Sonntagsfeld“ seit dem Jahr 2000 bereits mindestens 38 linearbandkeramische Gräber mit sorgfältig bestatteten Personen unterschiedlichen Alters und Geschlechts sowie Hinweise auf sechs linearbandkeramische Langhäuser entdeckt worden waren. Das Massengrab hatte einen Durchmesser von rund zwei Metern. Die Skelette befanden sich teils in Rückenlage, teils in Bauchlage nebeneinander und übereinander, ohne dass es – wie zuvor in benachbarten Gräbern aufgefunden –  eine einheitliche Ausrichtung der Körper gab (Seitenlage mit angewinkelten Knien und Ausrichtung der Augen nach Süden oder Norden). Grabbeigaben und Schnallen von Kleidungsstücken fehlten, nur einige Keramikscherben wurden gefunden; diese wurden als Siedlungsabfall interpretiert, der zufällig beim Verfüllen der Grube über die Leichen geraten war. Aus mehreren Radiokohlenstoffdatierungen wurde ein Alter der Funde von 7080 bis 6997 Jahren (cal BP) abgeleitet.

## Untersuchung der Funde
Das Massengrab wurde zunächst im Block geborgen und danach im Labor untersucht.
Sieben der neun Skelette wurden zweifelsfrei als männlich im Alter zwischen 25 und 40 Jahren identifiziert, die beiden anderen als vermutlich männlich und weiblich. Der jüngste Mann war 16 bis 20 Jahre alt, die mutmaßliche Frau 21 bis 26 Jahre. Alle neun Personen galten folglich in ihrem damaligen sozialen Umfeld als Erwachsene. Die Altersverteilung weicht stark ab von jener in den benachbarten Gräbern, in denen im Durchschnitt gleich viele Männer und Frauen sowie Erwachsene und Kinder beerdigt wurden, aber – insbesondere durch das Fehlen von Kindern – auch von anderen Massengräbern aus dieser Epoche.
Als Todesursache wurden bei sieben der neun Toten harte Schläge gegen den Schädel identifiziert, bei zwei Toten war der Schädel nicht mehr erhalten. Fast alle identifizierbaren Schädelbrüche wurden am Hinterkopf entdeckt, und zwar sowohl im Bereich des Hinterhauptbeins als auch oberhalb und seitlich davon. Zwei Drittel der Schädelverletzungen befanden sich auf der rechten Seite. Außerdem wurden unverheilte Brüche eines Oberschenkelknochens, zweier Oberarmknochen und zweier Rippen festgestellt, deren Bruchmerkmale darauf schließen lassen, dass sie durch gezielte Schläge verursacht wurden. Die Leichen wurden laut Interpretation der Ausgräber achtlos – ohne Rücksicht auf ihre individuellen Positionen – in eine Grube geworfen. Hierfür sprach u. a. die unnatürliche, abgewinkelte Lage der gezielt in zwei Stücke zerschlagenen Bein- und Armknochen (siehe Abbildung). Aus den nachgewiesenen Spuren von fleischfressenden Tieren und dem Fehlen etlicher Knochen bei grundsätzlich normaler Anordnung der Knochen wurde geschlossen, dass die Leichen zwar vor ihrer kompletten Verwesung in der Grube abgelegt, möglicherweise aber nicht sofort komplett mit Erde abgedeckt wurden.

## Interpretation der Geschehnisse
Im Unterschied zu den Opfern des Massakers von Kilianstädten, des Massakers von Talheim und des Massakers von Schletz, die an ihrem Wohnort getötet wurden, sind die Opfer von Halberstadt nicht am Ort ihres Todes aufgewachsen. Dies konnte durch eine Strontiumisotopenanalyse des Zahnschmelzes sowie durch zwei weitere Isotopenuntersuchungen (13C / 12C und 15N / 14N) von Knochen-Kollagenen belegt werden; die Strontiumisotopenanalyse ermöglicht Aussagen über die mineralogische Beschaffenheit des Bodens während der Zahnbildung, die beiden anderen über die Zusammensetzung der Nahrung. Auch das Fehlen von Kindern und das Überwiegen junger Männer wurde im 2018 publizierten Fachartikel als Besonderheit des Geschehens von Halberstadt bewertet. Aus diesen Fakten leiteten die Ausgräber ab, dass es sich bei den Toten eher um gefangengenommene Angreifer eines misslungenen Überfalls als um attackierte Bewohner der linearbandkeramischen Siedlung handelte. Auch wurden die Toten von Halberstadt durch wenige, gleichartige und gezielte Schläge gegen den Hinterkopf getötet, was auf eine Hinrichtung hinweist.
Im Bericht über die Ausgrabung wird das Geschehen in der Schlussphase der linearbandkeramischen Kultur vor 7000 Jahren wie folgt eingeordnet: „Klimabedingte Rückgänge der landwirtschaftlichen Produktion, die zunehmenden Folgen ererbter Ansprüche auf landwirtschaftliche Flächen und die zunehmende hierarchische Differenzierung gehören zu den wahrscheinlichen Faktoren, die den Anstieg sozialer Spannungen und letztendlich tödlicher Konflikte zwischen unabhängig agierenden Gruppen fördern.“
Koordinaten: 51° 52′ 35″ N, 11° 2′ 40″ O

## Belege
1. ↑  Christian Meyer, Corina Knipper, Nicole Nicklisch et al.: Early Neolithic executions indicated by clustered cranial trauma in the mass grave of Halberstadt. In: Nature Communications. Band 9, Artikel-Nr. 2472, 2018, doi:10.1038/s41467-018-04773-w.
2. ↑  Barbara Fritsch, Erich Claßen, Ulrich Müller und Veit Dresely: Die linienbandkeramischen Gräberfelder von Derenburg „Meerenstieg II“ und Halberstadt „Sonntagsfeld“, Lkr. Harz. In: Jahresschrift für Mitteldeutsche Vorgeschichte. Band 92, 2011, S. 25–229, Volltext.
3. ↑  Massengrab aus Halberstadt belegt neue Facette jungsteinzeitlicher Gewalt (Memento vom 4. Dezember 2019 im Internet Archive)